# Campeonato Mundial de Ciclismo en Pista de 1954
El LI Campeonato Mundial de Ciclismo en Pista se celebró en Colonia (Alemania Occidental) entre el 27 y el 29 de agosto de 1954 bajo la organización de la Unión Ciclista Internacional (UCI) y la Federación Alemana de Ciclismo.
Las competiciones se realizaron en el Velódromo de Müngersdorf de la ciudad germana. En total se disputaron 5 pruebas, 3 para ciclistas profesionales y 2 para ciclistas amateur.

## Medallistas

### Profesional
| Evento                 | Oro                          | Plata                         | Bronce                   |
| ---------------------- | ---------------------------- | ----------------------------- | ------------------------ |
| Velocidad individual   | Reginald Harris Reino Unido  | Arie van Vliet · Países Bajos | Enzo Sacchi · Italia     |
| Persecución individual | Guido Messina · Italia       | Hugo Koblet · Suiza           | Lucien Gillen Luxemburgo |
| Medio fondo            | Adolph Verschueren · Bélgica | Jan Pronk · Países Bajos      | Joe Bunker Australia     |

### Amateur
| Evento                 | Oro                       | Plata                        | Bronce                   |
| ---------------------- | ------------------------- | ---------------------------- | ------------------------ |
| Velocidad individual   | Cyril Peacock Reino Unido | John Tresidder Australia     | Roger Gaignard Francia   |
| Persecución individual | Leandro Faggin · Italia   | Peter Brotherton Reino Unido | Norman Sheil Reino Unido |

## Medallero
| Núm. | País         | Oro | Plata | Bronce | Total |
| ---- | ------------ | --- | ----- | ------ | ----- |
| 1    | Reino Unido  | 2   | 1     | 1      | 4     |
| 2    | Italia       | 2   | 0     | 1      | 3     |
| 3    | Bélgica      | 1   | 0     | 0      | 1     |
| 4    | Países Bajos | 0   | 2     | 0      | 2     |
| 5    | Australia    | 0   | 1     | 1      | 2     |
| 6    | Suiza        | 0   | 1     | 0      | 1     |
| 7    | Francia      | 0   | 0     | 1      | 1     |
| 7    | Luxemburgo   | 0   | 0     | 1      | 1     |
|      | TOTAL        | 5   | 5     | 5      | 15    |